# Цап Богдан Степанович
Богдан Степанович Цап (30 квітня 1941, Городок, УРСР — 6 листопада 2012, Городок, Україна) — радянський футболіст та український футбольний функціонер, виступав на позиції захисника. Директор СДЮШОР «Карпати» у 1989-2012 роках.

## Кар'єра гравця
Богдан Цап народився 30 квітня 1941 року в місті Городок (Львівська область). Футболом почав займатися в ДЮСШ рідного міста, перший тренер — В. Ханенко. Після закінчення середньої школи в рідному місті вступив до Львівського автодорожного технікуму, паралельно з навчанням виступав у молодіжних командах львівського «Динамо», а потім і СКА.
У 1960 році став гравцем команди майстрів львівського СКА, яке тоді тренував Володимир Никаноров. Проте не витримав конкуренції й продовжив кар'єру в СКА-2, в якому на той час під керівництвом Е. Кеслер та В. Чуриков виступали переважно молоді талановиті футболісти.
Потім був переведений до команди Прикарпатського військового округу, яка була створена на базі Львівського політучилища. Партнерами Богдана по команді на той час були Т. Пфайфер, І. Лендел, С. Варга, А. Шандор, В. Піньковський та З. Мілес. У складі збірної Прикарпатського військового округу став чемпіоном Збройних сил СРСР (1963). З 1963 по 1965 роки виступав у рівненському «Колгоспнику». У 1965 році повернувся до Львова, де знову захищав кольори місцевого СКА. Дебютував у футболці львівської команди 22 травня 1966 року в переможному (2:0) поєдинку проти калінінської «Волги». У складі львів'ян був основним гравцем, виводив партнерів по команді на поле з капітанською пов'язкою. Востаннє в складі СКА вийшов на поле 18 жовтня 1969 року в поєдинку проти жданівського «Азовця».
Після демобілізації з армії протягом чотирьох сезонів захищав кольори вінницького «Локомотива», а з 1973 по 1979 роки був гравцем аматорського клубу «Сокіл» (Львів), паралельно з ігровою кар'єрою тренував й дитячу команду клубу.

## Футбольна діяльність
З 1981 року сконцентрувався на роботі дитячим тренером. Серед його вихованців — Олег Бойчишин, Василь Кардаш, Андрій Грінер, Андрій Гайдук, Тарас Гамарник, Віталій Постранський, Тарас Ткачик, Ігор Краївський та інші. З 1989 року став директором СДЮШОР «Карпати» (Львів). З 2001 року був членом виконкому ДЮФЛУ.
Помер 6 листопада 2012 році на 71-му році життя в рідному місті.

## Стиль гри
На полі вирізнявся надійними та самовідданими діями, причому міг однаково ефективно зіграти на будь-якій позиції в захисті.